# IC 1801
IC 1801 är en stavgalax i stjärnbilden Väduren. Den är på kollisionskurs med NGC 953.